# Tensão alílica

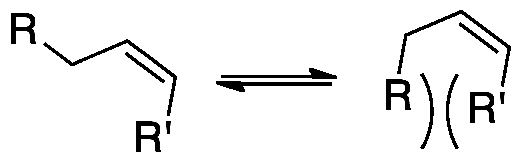
Impedimento estérico de um composto alílico geral

Em química orgânica, a tensão alílica ou tensão 1,3-alílica é uma energia de tensão que resulta de uma conformação molecular desfavorável para o grupo alilo, produto da interação entre um substituinte em um extremo de uma olefina com um substituinte alílico do outro extremo. Se os substituintes (R e R ') são suficientemente grandes em tamanho, podem interferir estericamente entre si, de forma que um confórmero se vê favorecido em grande medida sobre o outro. A tensão alílica foi descrita pela primeira vez em 1965 por Johnson e Malhotra. Os autores investigaram as conformações do cicloexano incluindo ligações duplas endocíclicas e exocíclicas, e se deram conta de que certas conformações eram desfavorecidas devido às limitações causadas pela geometria da dupla ligação. Os químicos orgânicos usam essa rigidez resultante da tensão alílica para obter reações assimétricas.

## Olefinas

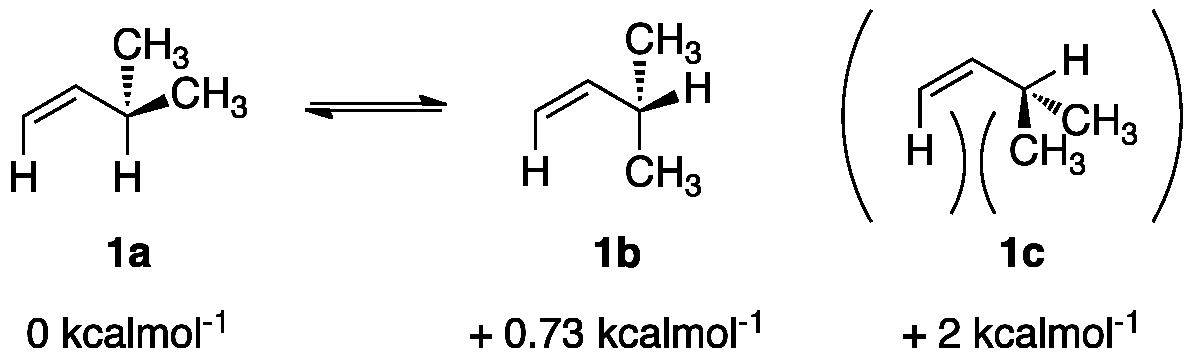
Energias de rotação calculadas para as diferentes conformações do 3-metil-1-buteno. A tensão 1,3-alílica é maior na conformação 1c, pelo que esta é a mais alta em energia.

Os tipos de moléculas mais simples que exibem tensão alílica são as olefinas (concretamente, os compostos alílicos). Dependendo dos substituintes, as olefinas mantêm diferentes graus de tensão alílica. O representante mais simples dos alilos, o propeno, em seu estado fundamental tem a ligação C-H do grupo metilo eclipsado com a ligação dupla carbono-carbono. Quando esta ligação aponta para fora, a conformação desfavorável resultante é conhecida como bissecada. No caso do 3-metil-1-buteno, as interações entre o hidrogênio e os dois grupos metilo no sistema alílico causam uma alteração na entalpia de 2 kcal/mol (ver imagem à direita). 
A energia de ativação para a rotação em torno da ligação carbono-carbono alílico é 1,98 kcal/mol.
Este tipo de tensão também se estende aos carbonilos.

## Moléculas cíclicas

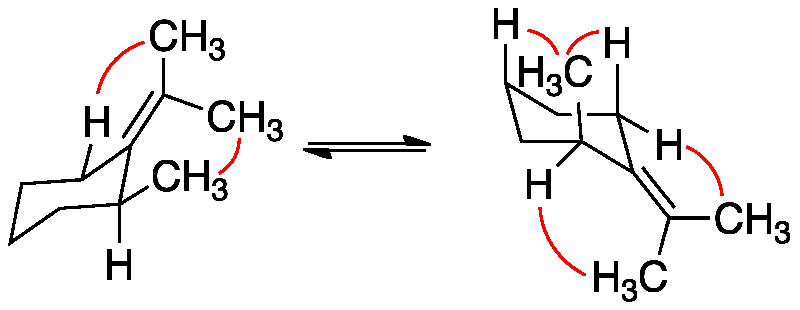
Diversas interações de tensão mostradas em vermelho (alguns hidrogênios não foram representados para simplificação do esquema)

As energias de interação 1,3-diaxiais não ligantes são utilizadas normalmente como cálculos aproximados da energia de tensão em moléculas cíclicas. Além disso, alguns valores para estas interações estão disponíveis. Ao tomar a diferença nas interações não ligantes para cada confórmero, a entalpia de equilíbrio pode ser estimada. A energia de tensão para o metilencicloexano foi calculada em 4,5 kcal/mol utilizando estimativas para os valores da tensão 1,3-diaxial (0.9 kcal/mol), tensão alílica metilo/hidrogênio (1.3kcal/mol), e tensão alílica metilo/metilo (7.6 kcalmol−1).

## Fatores influentes
Muitos fatores influem na penalização energética associada à tensão alílica. Com o fim de aliviar a tensão causada pela interação entre os dois grupos metilo, os cicloexanos muitas vezes exibirão uma conformação tipo barco ou bote torcido. A conformação barco tiende a ser a principal conformação da cadeia.  O efeito da tensão alílica em alquenos cis cria uma preferência por estruturas mais lineares.

### Tamanho dos substituintes

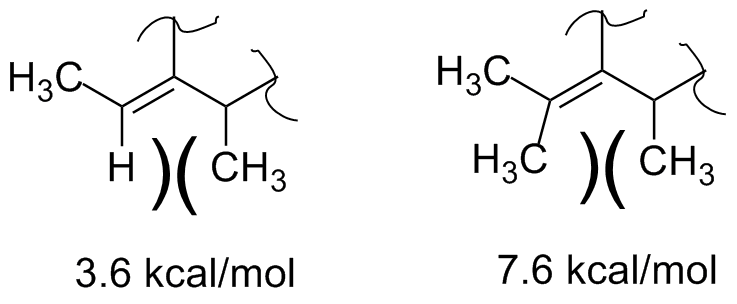
A força de tensão alílica aumenta com o tamanho dos substituintes que interagem.

O tamanho dos substituintes que interagem nas posições 1 e 3 de um grupo alilo é muitas vezes, o fator mais importante que contribui para a magnitude da tensão alílica. Como regra geral, os substituintes maiores criarão uma maior magnitude da tensão. A proximidade de grupos volumosos provoca um aumento nas forças de Van der Waals de repulsão, o que aumenta rapidamente a magnitude da tensão. As interações entre o grupo de hidrogênio e o metilo no sistema alílico causam uma alteração na entalpia igual a 3,6 kcal/mol. A energia de tensão neste sistema foi calculado em sendo de 7,6 kcal/mol devido às interações entre dois grupos metilo.

### Polaridade do substituinte
A polaridade também tem um efeito sobre a tensão alílica. Quanto à estereosseletividade, os grupos polares atuam como grupos maiores e volumosos. Apesar de que ambos grupos (um polar e outro apolar) podem ter aproximadamente o mesmo valor A, o grupo polar atuará como se fosse muito mais volumoso. Isto é devido ao carater doante do grupo polar. Os grupos polares aumentam a energia do HOMO do sistema-σ no estado de transição. Isto faz com que o estado de transição esteja em uma posição muito mais favorável quando o grupo polar não está interagindo em uma tensão 1,3 alílica.

#### Ligações de hidrogênio

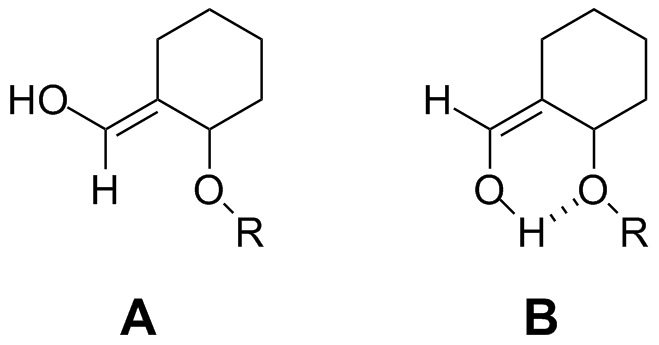
A estrutura A representa a conformação que se produziria na maioria de situações, devido à tensão alílica. Porém, como se mostra em B, uma ligação de hidrogênio pode formar-se e é energeticamente favorável, cancelando a tensão alílica desfavorável. Portanto, B é a conformação mais estável.

Com certos substituintes polares, pode dar-se alguma ligação de hidrogênio no sistema alílico entre os substituintes. Em lugar da tensão que ocorreria normalmente na proximidade deste substituinte polar concreto, a ligação de hidrogênio estabiliza a conformação e faz com que seja muito mais favorável energeticamente. Esta situação é produzida quando o substituinte alílico na posição 1 é um doador de ligação de hidrogênio (no geral um hidroxilo) e o substituinte na posição 3 é um aceptor de ligação de hidrogênio (no geral um éter ou amina). Nestes casos em que o sistema alílico poderia ajustar-se para ter um ligação de hidrogênio, essa conformação será muito mais favorável.

### Solventes
Os solventes também têm um efeito sobre a tensão alílica. Quando se utiliza de maneira complementar com o conhecimento dos efeitos de polaridade na tensão alílica, os solventes podem ser muito úteis para dirigir a conformação de um produto que contém uma estrutura alílica em seu estado de transição. Quando um solvente polar e volumoso é capaz de interagir com um dos substituintes de um grupo alilo, o complexo do solvente pode forçar de maneira  enérgica ao complexo volumoso da tensão alílica para fora, em favor de um grupo menor.

### Conjugação
A conjugação aumenta a tensão alílica porque obriga aos substituintes a estar em uma configuração que faz com que seus átomos estejam mais próximos, o que aumenta a força de Van der Waals de repulsão.  Esta situação se produz mais notavelmente quando o ácido carboxílico ou cetona intervém como um substituinte do grupo alílico. O efeito de ressonância no grupo carbonílico desloca a ligação dupla CO a um grupo hidroxi. Este grupo carbonílico transformado, como um grupo hidroxilo, tenderá uma grande tensão alílica para formar e cancelar os efeitos de estabilização da conjugação estendida. Isto é muito comum nas reações de enolização e pode ser vista na figura abaixo de condições ácidas.
Em situações nas que a molécula pode estar tanto em um sistema conjugado ou evitando a tensão alílica, se tem demonstrado que a forma principal da molécula será a que evita a tensão. Isto tem sido encontrado através da ciclização na figura inferior Sob tratamento com ácido perclórico, a molécula A se cicla no sistema conjugado mostrado na molécula B. Entretanto, a molécula será reorganizada (devido à tensão alílica) na molécula C, obtendo-se a molécula de C de forma maioritária. Portanto, a magnitude da desestabilização através da tensão alílica supera a estabilização causada pelo sistema conjugado.

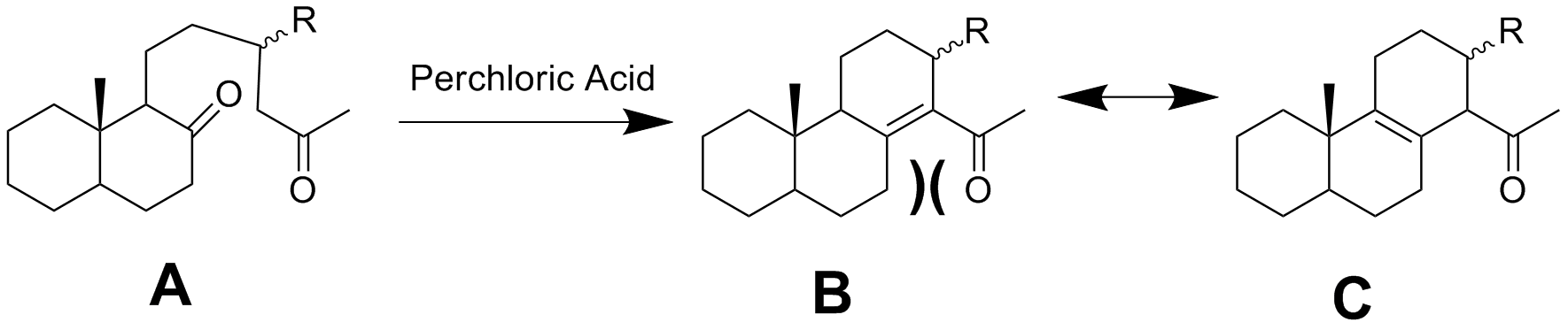
A molécula A experimenta ciclazação depois do tratamento com ácido perclórico. Devido à tensão alílica na molécula B, isto foi evidenciado que não apresenta estabilização de conjugação e se estabiliza em C. Portanto, a tensão alílica compensa os efeitos de estabilização de um sistema conjugado.

### Condições ácidas
Nos casos nos quais uma enolização pode ocorrer em torno a um grupo alílico (no geral como parte de um sistema cíclico), a tensão 1,3-alílica pode produzir que seja quase impossível que se produza. Nestas situaçõs, o tratamento com ácido normalmente faz com que o alqueno se protone, movendo a dupla ligação do carbonilo, formando-se enol. A tensão alílica resultante entre o álcool e o outro grupo envolvido no sistema alílico é tão grande que a reação não pode ocorrer sob condições termodinâmicas normais.  Esta mesma enolização é produzida muito mais rapidamente em condições básicas, devido a que o grupo carbonilo tem realizada no estado de transição e permite que a molécula adote uma conformação que não cause tensão alílica.

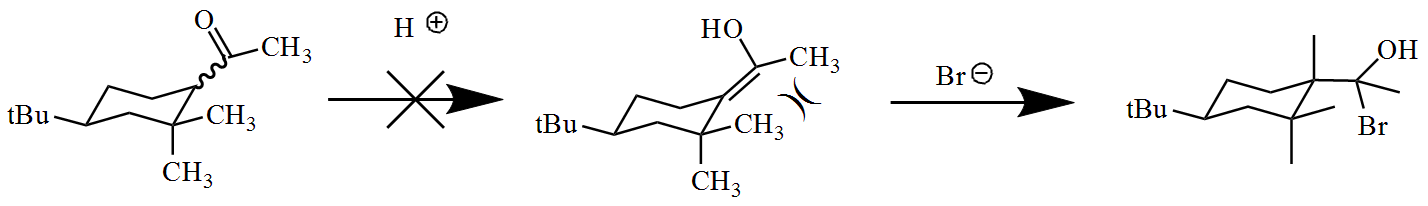
A forma ceto (esquerda) não pode submeter-se à enolização em condições ácidas normais, devido à formação da tensão alílica (no centro). Portanto, sob condições termodinâmicas normais, a molécula não pode ser submetida à reação de bromação (à direita).